# Diradopsis perfallax
Diradopsis perfallax är en fjärilsart som beskrevs av W. Warren 1898. Diradopsis perfallax ingår i släktet Diradopsis och familjen Uraniidae. Inga underarter finns listade i Catalogue of Life.